# Storfrugtet røn
Storfrugtet røn (Sorbus domestica) er et mellemstort, løvfældende træ med en rund, hvælvet krone. Gamle træer kan dog få en bredt overhængende krone. Frugterne er enten pære- eller æbleformede. Frugtkødet er spiseligt, omend noget skarpt smagende. Storfrugtet røn har været dyrket helt siden oldtiden.

## Beskrivelse
Barken er først glat og olivengrøn eller rødbrun, men senere bliver den grå med tydelige korkporer. Gamle træer har en grå bark, der er opdelt i små skælagtige flager. Knopperne sidder spredt, og de er ægformede, hårløse og grønligt brune. Bladene er uligefinnede med elliptiske småblade. Bladranden på småbladene er inderst hel, men på den yderste del er den savtakket. Oversiden er matgrøn, mens undersiden er noget lysere med behåring langs bladribberne. Høstfarven er gul til orange.
Blomstringen sker i maj-juni, hvor blomsterne sidder samlet i kegleformede stande. De enkelte blomster er hvide og 5-tallige. Frugterne er enten pære- eller æbleformede med lysende rød solside. Frugtkødet rummer mange stenceller (som hos pære), men det er spiseligt, omend noget skarpt smagende.
Rodnettet består af dybtgående hovedrødder og talrige, kraftige siderødder. I øvrigt er de få eksemplarer, der sælges i Danmark oftest podet på grundstammer af alm. røn, hvis rodnet de så overtager.
Højde x bredde og årlig tilvækst: 12 x 12 m (30 x 30 cm/år).

## Hjemsted
Det er ikke afklaret, hvor storfrugtet røn egentlig stammer fra, da den har været dyrket helt siden oldtiden. Arten er varmekrævende og har tilsyneladende sit bedste levested i et bælte fra balkanlandene over Italien til Rhône- og Loire-dalene. Desuden findes den fra Ungarn og ind i Østrig. Endelig ser den ud til at være naturligt forekommende på østvendte, tørre skråninger af Jurabjergene og Vogeserne.
I delstaten Baden-Württemberg findes arten på varme, beskyttede steder sammen med bl.a. buskhestesko, 
avnbøg, bøg, hassel, alm. hæg, kristtorn, kvalkved, liguster, fuglekirsebær, navr, peberbusk, pibekvalkved, rød kornel, stikkelsbær, tarmvridrøn og vintereg.

## Anvendelse
Frugterne anvendes til saft, der kan blandes med f.eks. pære- eller æblesaft, som derved bliver mindre fad i smagen.
| Portal | Portal:Botanik |

## Fodnoter
1. ↑  Se Speierling oder Arschitzenbaum Arkiveret 26. april 2006 hos  Wayback Machine (tysk)
2. ↑  Se NafaWeb: Arbeitshilfen für Naturschutz und Landschaftspflege, 14. Waldlabkraut – Traubeneichen – Hainbuchenwald (Webside ikke længere tilgængelig) (tysk)